# Tank à lait
Pour les articles homonymes, voir Tank.
Dans le domaine de l'élevage laitier, un tank à lait (anglicisme) ou un réservoir à lait est un réservoir ou une cuve réfrigérateur du lait cru issu de la traite des animaux permettant de stocker et conserver celui-ci à une température ralentissant son altération jusqu'à sa transformation en fromage, beurre, lait stérilisé, etc.
Généralement fabriqué en acier inoxydable, il est nettoyé et désinfecté après chaque vidange.
Cet appareil peut être la propriété d'une ferme ou d'une laiterie. Il est un équipement important dans la ferme. 

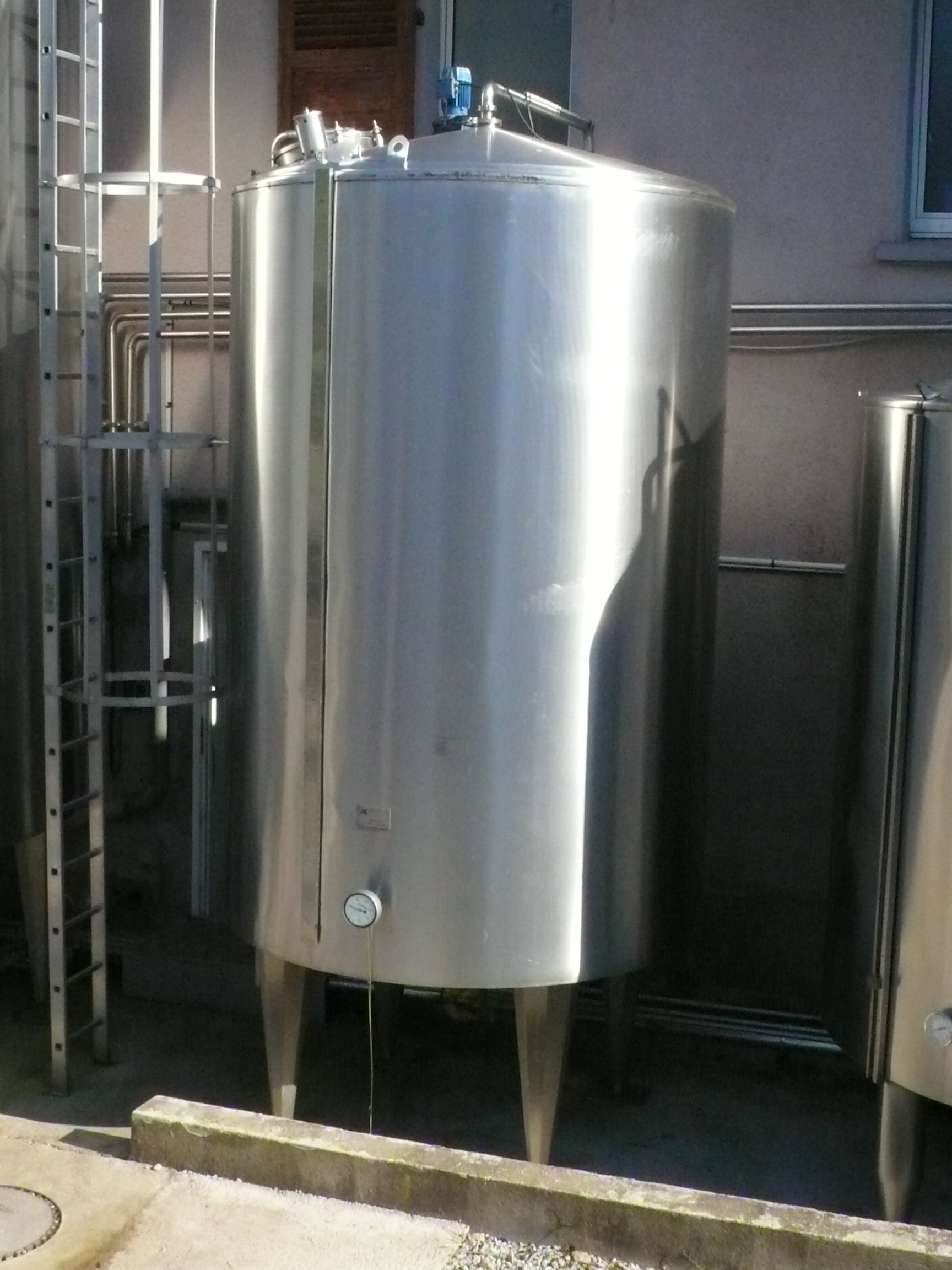
Réservoir à lait vertical

## Différents types et capacités
L'éleveur a le choix entre des cuves ouvertes de 150 à 3 000 litres ou des cuves fermées horizontales de 1 000 à 30 000 litres ou des silos verticaux de 10.000 à 40.000 litres. La valeur de ces appareils peut varier de façon importante suivant les normes de fabrication.
Le type et la capacité dépendent de la taille du troupeau, des naissances des animaux (il n'y a plus de traite si les naissances sont groupées), de la fréquence de ramassage du lait si la ferme se contente de vendre le lait produit, de la qualité du lait souhaitée (industrie laitière ou produits fermiers par exemple), de la disponibilité et des coûts liés à l'énergie et à l'eau, enfin des possibilités de développement de la ferme. 
Avec le système par expansion directe, le lait est refroidi par les échangeurs dans lesquels circulent le fluide frigorigène qui sont en contact direct avec le lait dans le réservoir intérieur. 
Les « silos à lait », de 10 000 litres et plus, sont utilisés par les fermes produisant des quantités importantes de lait. Ils sont conçus pour être installés à l'extérieur, proche de la salle de traite ; tous les systèmes de commande et les entrée et sortie se trouvant dans une pièce couverte et fermée.

## Normes de fabrication
Les normes définissent entre autres critères : les matériaux utilisés (contact alimentaire),  l'isolation, l'agitation du lait, la vitesse de refroidissement, les tolérances acceptables dans les écarts de mesure de quantité de lait, le jaugeage, les normes électriques applicables, le lavage automatique de la cuve... 
Il existe différentes normes, et notamment :
- le standard ISO 5708 publié en 1983[1] dernière mise à jour 2019 ;
- Norme américaine :3A 13-10 mise à jour en 2003[2] ;
- Norme Européenne EN 13732 publiée en 2003[3].

## Description
Un refroidisseur de lait consiste en deux cuves ou réservoirs : un contenant intérieur et un contenant extérieur conçu en acier inoxydable type alimentaire (INOX 304). Quand il est à expansion directe, un système soudé au contenant intérieur se composant de plaques et de tubes achemine un gaz réfrigérant (du tétrafluoroéthane R134A, en remplacement du chlorodifluorométhane R22 et du dichlorodifluorométhane R12). Ce gaz absorbe la chaleur du lait contenu. Ce système est livré avec un compresseur et une grille de condensation dans laquelle circule également le gaz réfrigérant (même principe qu'un réfrigérateur domestique). 
L'espace entre les deux contenants est rempli de mousse polyuréthane isolante. En cas de problème d'électricité et à une température extérieure de 30 °C, le contenu ne doit s'échauffer que de 1 °C par 24 heures.
De façon à permettre une réfrigération rapide et homogène de la totalité du contenu, chaque refroidisseur de lait est équipé d'au moins un agitateur. Un thermomètre permet de vérifier la température du contenu.
Un trou d'homme se situe en haut des réservoirs pour l'inspection de l'intérieur et pour nettoyer manuellement si besoin. Ce trou d'homme est fermé par une trappe étanche. Il y a également deux ou trois petites ouvertures : une est une aération, les autres peuvent être utilisées pour la « canne à lait » qui introduit le lait de la traite dans le réservoir. Il repose sur 4, 6, ou 8 pieds ajustables. Le contenant est en légère pente ce qui permet lors de la vidange à tout le lait de s'évacuer vers la sortie généralement filetée avec ou sans vanne.
Les refroidisseurs fermés ont un système de lavage automatique : il utilise de l'eau chaude et froide combiné à des produits de nettoyage acides et basiques. Une pompe et un diffuseur nettoie l'intérieur, ce qui permet de conserver un environnement propre à chaque fois que le réservoir est vidé.
Presque chaque appareil dispose d'un boîtier de commande qui permet à l'utilisateur : la marche ou l'arrêt général, le processus de refroidissement à l'aide d'un thermostat, l'agitation du lait, le démarrage de la procédure de lavage du contenant intérieur.
Les appareils récents et de grande capacité sont équipés de système de contrôle et d'alarme. Ces systèmes vérifient la température du contenu, le fonctionnement de l'agitateur, la production de froid et la température de l'eau de lavage. En cas de dysfonctionnement, une alarme est actionnée. Ces systèmes peuvent aussi garder en mémoire la température et les dysfonctionnements pour une période donnée.

## Pré-refroidissement du lait
Pour des raisons d'économie d'énergie et de qualité du lait, il est souhaitable de pré-refroidir le lait dès la sortie du pis de l'animal en utilisant des tubes de refroidissement dans lesquels circulent de l'eau froide en provenance d'un puits ou d'un réservoir d'eau glacée. Ce système permet de refroidir très significativement le lait avant son stockage.

## Température de refroidissement
La température de stockage du lait est de 3 à 4 °C pour un lait destiné aux industries ou 12 °C pour la fabrication de fromages au lait cru ainsi les caractéristiques du lait seront mieux préservées.
L'appareil est rarement rempli en une fois. Équipé en « deux traites », il est conçu pour refroidir 50 % de sa capacité en une fois. Équipé en « quatre traites », il est conçu pour refroidir 25 % de sa capacité en une fois, et un « six traites », 16,7 % de sa capacité. La capacité de réfrigération dépend du nombre de traites nécessaires pour le remplir, de la température ambiante et du temps de refroidissement.

## Collecte du lait

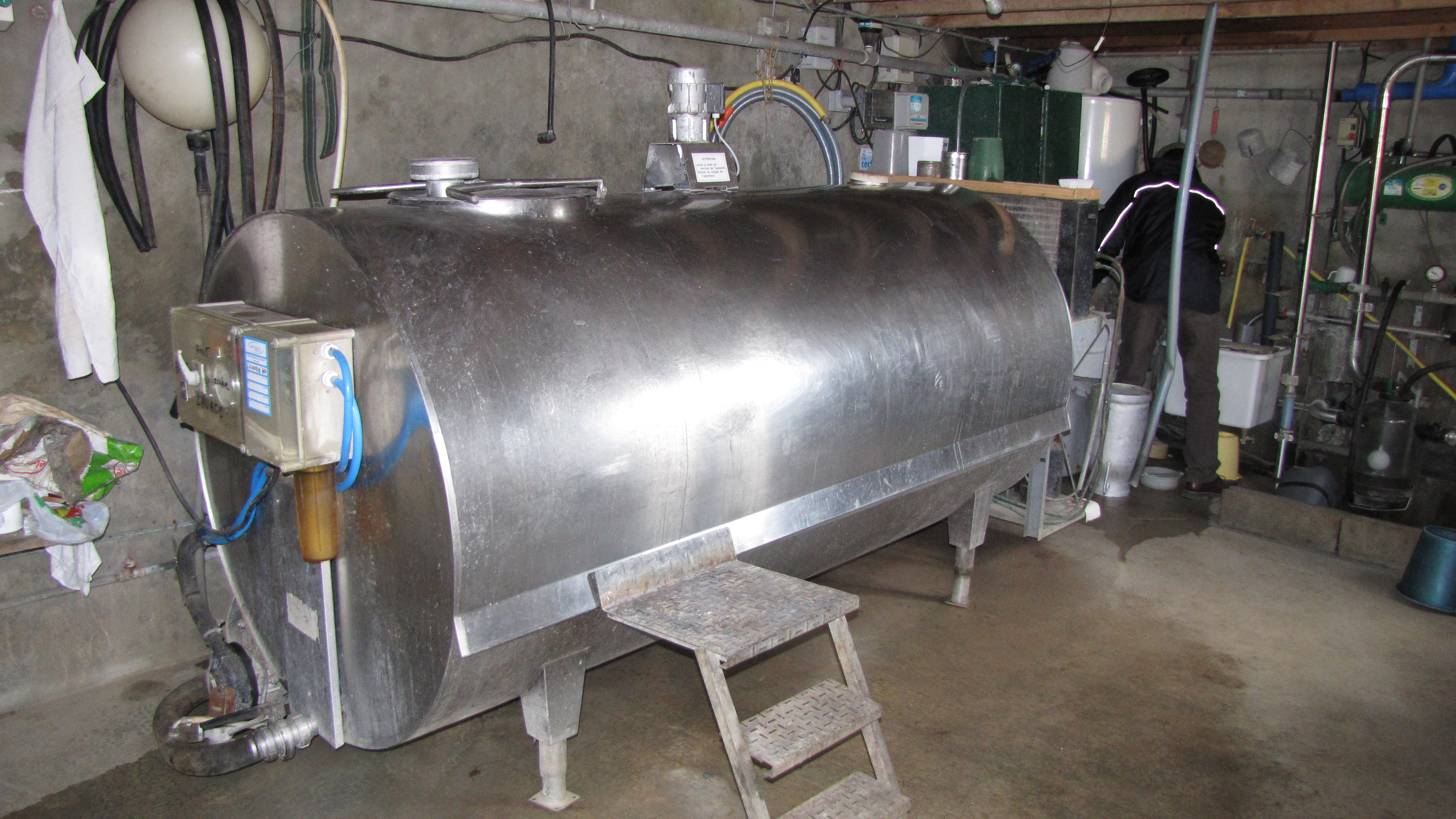
Réservoir à lait classique de la Coquerie à Neuvy-au-Houlme.

Quand le lait est collecté par une laiterie cliente de la ferme, le ramassage est effectué tous les jours ou tous les 2-3 jours selon la qualité désirée. Un camion citerne isotherme de la laiterie y est dévolu.

## Système de lavage
Le lavage automatique est utilisé sur tous les appareils à réservoirs. Il est activé par le ramasseur de lait après la vidange. Pour les appareils à cuve, le nettoyage est manuel.
Un lavage à chaud comprend les étapes suivantes :
- pré-lavage à l'eau froide ;
- pré-lavage à l'eau chaude pour réchauffer les parois du réservoir intérieur ;
- projection d'une solution à base de détergent et agent désinfectant à 50 °C pendant dix minutes ;
- rinçage à l'eau froide ;
- rinçage final avec de l'eau froide potable.

En aucun cas de l'eau chlorée ou javel ne doit être utilisée dans le cas d'acier inoxydable.
Les appareils lavés à l'acide doivent être traités avec des produits pour faire disparaître la pierre de lait.

## Coûts de fonctionnement
Des coûts de fonctionnement plus faibles peuvent être obtenus quand un stockage d'eau glacée est couplé avec l'utilisation d'un tarif heures creuses pour l'électricité. Le pré-refroidissement à plaques ou en tube alimenté en eau froide d'un puits réduit les coûts de refroidissement et améliore la capacité de refroidissement.
Le groupe de refroidissement, qui ne fait pas partie intégrante de l'appareil, devrait être placé dans un autre local bien ventilé. 
Dans la mesure du possible, les condenseurs ne doivent pas se trouver au sud. Ils doivent être installés de façon à pouvoir recevoir et évacuer de larges quantités d'air.
L'appareil devrait toujours être facilement accessible aux camions de collecte (moins de trois mètres) et positionné de façon que le camion n'ait pas à traverser une aire de circulation des animaux.
Bien que les refroidisseurs de lait soient positionnés lors de leur installation, un mauvais positionnement n'est pas rare (chocs, glissements de terrain...). Cela peut se traduire par un manque à gagner certain pour la ferme. Il peut y avoir des écarts (favorables ou défavorables). 
Il est donc conseillé de vérifier régulièrement que le jaugeage du trou d'homme et celui à l'autre extrémité de la cuve donnent le même résultat.

## Standards de sortie
Les standards de sortie de vidange diffèrent de pays à pays. Sortie suédoise (SMS 1145), sortie allemande (DIN 11851), sortie anglaise RJT (BS 4825), sortie IDF (ISO 2853), tri-clamp (ISO 2852), danoise (DS 722)... peuvent être rencontrées, avec des diamètres différents. Ces sorties non standardisées sont pénibles pour les ramasseurs de lait qui doivent adapter l'embout du tuyau de vidange à chaque cas.

## Autres utilisations
Les réservoirs à lait sont aussi utilisés pour réchauffer ou refroidir un liquide ou le maintenir à une température constante. Du fait de leur utilisation alimentaire et de l'acier inoxydable, pratiquement n'importe quel fluide peut être stocké : eau, jus de fruits, miel, vin (vinification), bière (fabrication de la bière), encre, peinture, cosmétiques, additifs alimentaires, cultures bactériennes, liquides de nettoyage, huile, sang...